# Harry Keenan
Harry George Keenan (Richmond, Indiana, 15 de junio de 1867 – Santa Ana, California, 18 de abril de 1944) fue un actor estadounidense, activo en la época del cine mudo.
Actuó en 45 películas, casi todas cortos rodados entre 1912 y 1916, entre ellos The Highest Bid, y actuó junto a actrices de la talla de Charlotte Burto.